# Bahía Bonners
Bahía Bonners es una entrada de agua ubicada en el extremo noroeste de la isla Soledad del archipiélago de las Malvinas, que según la Organización de las Naciones Unidas (ONU), está en litigio de soberanía entre el Reino Unido, quien la administra como parte del territorio británico de ultramar de las Malvinas, y la Argentina, quien reclama su devolución, y la integra en el departamento Islas del Atlántico Sur de la provincia de Tierra del Fuego, Antártida e Islas del Atlántico Sur.
Esta bahía está en el saco sur de la bahía San Carlos, que es llamado brazo San Carlos, e inmediatamente al sur del asentamiento de San Carlos. También se encuentra al norte del Rincón Negro, y enfrente de la Punta Marina y del cerro Campito. Fue uno de los escenarios de la batalla de San Carlos ocurrida luego del desembarco británico durante la guerra de las Malvinas de 1982. 